# Tadeusz Bartnik
Tadeusz Jakub Bartnik (ur. 29 grudnia 1977 w Poznaniu) – polski piłkarz występujący na pozycji obrońcy, działacz sportowy, adwokat.

## Kariera
Swoją karierę rozpoczynał w Olimpii Poznań, skąd jesienią 1999 roku przeniósł się do Widzewa Łódź. Ze względu na odniesiona kontuzję nie wystąpił w oficjalnym meczu tego zespołu. Wiosną sezonu 1998/99 powrócił do Poznania i związał się z Lechem Poznań. W barwach tego klubu zaliczył debiut w ekstraklasie (w siedemnastej kolejce gier Lechici odnieśli zwycięstwo 2:1 nad GKS-em Katowice, Tadeusz wszedł na boisko w 89 minucie). Zagrał także w przegranym 1:2 spotkaniu z Ruchem Chorzów w 21 kolejce i, jak się okazało, był to jego ostatni występ ligowy w koszulce Kolejorza. W następnym sezonie rundę jesienną spędził w szwajcarskim FC Sursee, a wiosnę 2000 roku spędził w drugoligowym Hetmanie Zamość. W klubie tym rozegrał także cały sezon 2000/2001. W klubie tym rozegrał 35 spotkań. Jego następnym klubem został górnośląski KS Myszków. Defensor zdobył dla niego trzy bramki w 35 spotkaniach (w jedynym sezonie gry - 2001/02), jednak to nie uratowało klubu przed spadkiem. Gracz zdecydował się na odejście z najsłabszej drużyny zaplecza pierwszej ligi (33 punkty w 38 meczach) - tym razem z jego usług skorzystało Aluminium Konin. W barwach byłego finalisty Pucharu Polski zajmował piąte i szesnaste miejsce w lidze, rozgrywając 64 spotkania i zdobywając 2 bramki.
27-letni wówczas zawodnik odszedł do pierwszoligowego GKS-u Katowice. Sezon 2004/05 to dla niego 18 występów i 3 bramki w ekstraklasie sponsorowanej wówczas przez sieć telefonii komórkowej Idea, ale także zajęcie ostatniego miejsca w końcowej tabeli rozgrywek. Karierę kontynuował w drugoligowym Ruchu Chorzów (14 występów w pierwszym składzie i jedna zdobyta bramka w meczu przeciwko Górnikowi Polkowice), zakończył ją sezon później na stadionie przy ulicy Bukowej 1 w Katowicach, po powrocie do Gieksy, wówczas trzecioligowca z którym wywalczył awans do drugiej ligi (obecnie odpowiednik pierwszej).
Łącznie w Ekstraklasie rozegrał 20 spotkań zdobywając 3 bramki. Na zapleczu Ekstraklasy rozegrał blisko 150 spotkań zdobywając 9 bramek.
W roku 2006 ukończył studia prawnicze na Wydziale Prawa i Administracji Uniwersytetu im. Adama Mickiewicza w Poznaniu. W roku 2009 ukończył studia podyplomowe z zakresu zarządzania w sporcie na Akademii Wychowania Fizycznego im. Jerzego Kukuczki w Katowicach. Rok 2009 spędził pracując w UEAPME (Union Européenne de l’Artisanat et des Petites et Moyennes Entreprises) w Brukseli pracując na rzecz rozwoju rzemiosła, małej i średniej przedsiębiorczości w Europie w Wydziale Zrównoważonego Rozwoju i Polityki Energetycznej. W 2010 roku rozpoczął aplikację adwokacką w Okręgowej Radzie Adwokackiej w Częstochowie, którą ukończył w roku 2012. W roku 2013 z powodzeniem zdał egzamin adwokacki i od tego roku prowadzi praktykę adwokacką w Częstochowie.
W roku 2011 uhonorowany tytułem Działacza Sportowego Roku powiatu myszkowskiego i zawierciańskiego. W roku 2012 wybrany Człowiekiem Roku powiatu myszkowskiego w plebiscycie Dziennika Zachodniego.
W latach 2017–2019 pełnił funkcję dyrektora sportowego klubu piłkarskiego GKS Katowice.
Od 2011 roku jest prezesem zarządu IV-ligowego MKS Myszków. Klub posiada również drużynę seniorek występującą w II lidze kobiet.